# Locomotiva prussiana G 3
Le locomotive prussiane G 3 erano locomotive con tender, di rodiggio 0-3-0, per treni merci, delle ferrovie della Prussia.

## Storia
La prima locomotiva entrò in servizio nel 1877 sulla relazione ferroviaria Berlino-Wetzlar allora chiamata la Kanonenbahn (o linea dei Cannoni). Ne vennero costruite svariate centinaia per ferrovie private, di stato e perfino militari della Prussia. 
Locomotive di tipo G 3 vennero acquistate anche da altre compagnie ferroviarie:
- Gran Ducato di Mecklenburgo: Friedrich-Franz Bahn: 8 unità "Mecklenburg G 3"
- Ferrovie Imperiali di Alsazia-Lorena: 37 unità "C 21 e C 24" poi riclassificate AL G 3
- Ferrovia Lübeck-Büchen: 2 unità immatricolate come classe "G 2".

In tutto vennero prodotte 2.068 locomotive.
Le G 3 inizialmente avevano una caldaia tarata a 10 bar. Dal 1886 ne venne costruita una variante con pressione di esercizio più alta.
In seguito alla sconfitta della Germania, nella prima guerra mondiale, molte locomotive vennero destinate a risarcimento di danni bellici e cedute ad altri paesi d'Europa. In Italia, dopo il 1919, ne giunsero tre unità e vennero immatricolate come FS 271.001-003. Si trattava tuttavia di macchine ormai antiquate che sarebbe stato costoso tenere a lungo in esercizio; vennero radiate dal parco FS tra 1923 e 1924.
Nel 1923 le Deutsche Reichsbahn immatricolarono le 523 locomotive rimaste efficienti nel proprio parco rotabili come DRG 53 7001-7522 più la 53 8294 (ex-sassone). Dal 1925 ne rimasero in esercizio solo una parte, le DR 53 7001-7157, ma vennero accantonate entro il 1930 in quanto ormai obsolete.
Nel corso della seconda guerra mondiale 2 ex-G 3 del territorio occupato della Polonia vennero incorporate nelle ferrovie del Reich ed ebbero assegnata la numerazione DR 53 7005-7006.
Una prussiana G 3, ex-Cöln 1100, in seguito denominata "Saarbrücken 3143" è stata preservata al Museo delle DB di Norimberga.

## Caratteristiche
Le locomotive erano costruite, secondo la tecnica del tempo, con una caldaia a vapore saturo e un motore a semplice espansione con distribuzione interna al telaio tipo Allan. Il carro della macchina poggiava su tre assi accoppiati da una biella. Il moto veniva trasmesso mediante biella motrice sull'asse centrale; il rodiggio era "dissimmetrico" in quanto il primo asse distava 2.000 mm dal secondo che, a sua volta, era distanziato di 1.650 mm. Per migliorare l'inscrizione in curva e ridurre l'effetto del passo rigido della locomotiva questa aveva il bordino dell'asse centrale di spessore ridotto rispetto agli altri due. La massa della locomotiva veniva ripartita in ragione di 14,4 t sul primo asse, di 13,8 t sull'asse centrale e di 11,9 t sul terzo ed ultimo. Le locomotive G 3 erano equipaggiate con il tender prussiano a tre assi, 3 T 10.5.